# Bolivinita
Bolivinita es un género de foraminífero bentónico de la familia Bolivinitidae, de la superfamilia Bolivinitoidea, del suborden Buliminina y del orden Buliminida. Su especie tipo es Textilaria quadrilatera. Su rango cronoestratigráfico abarca desde el Mioceno medio hasta la Actualidad.

## Discusión
Clasificaciones previas incluían Bolivinita en el suborden Rotaliina del orden Rotaliida

## Clasificación
Bolivinita incluye a las siguientes especies:
- Bolivinita angelina
- Bolivinita bandyi
- Bolivinita cellara
- Bolivinita compressa
- Bolivinita concavomoenia
- Bolivinita crawfordensis
- Bolivinita cuneolus
- Bolivinita decorata
- Bolivinita elegantissima
- Bolivinita eleyi
- Bolivinita eouvigeriniformis
- Bolivinita finlayi
- Bolivinita glaessneri
- Bolivinita granttaylori
- Bolivinita neocompressa
- Bolivinita planata
- Bolivinita pliobliqua
- Bolivinita pliozea
- Bolivinita pohana
- Bolivinita quadrilatera
- Bolivinita quadrilaterata
- Bolivinita selmensis
- Bolivinita simplex
- Bolivinita sumatrensis
- Bolivinita sututurornata
- Bolivinita tortilis

Otras especies consideradas en Bolivinita son:
- Bolivinita antarctica, de posición genérica incierta
- Bolivinita abrupta, aceptado como Rectobolivina abrupta
- Bolivinita rhomboidalis, aceptado como Tortoplectella rhomboidalis
- Bolivinita subangularis, aceptado como Saidovina subangularis
- Bolivinita truncata, de posición genérica incierta